# Cheikhou Kouyaté
Cheikhou Kouyaté (Dakar, Senegal, 21 de diciembre de 1989) es un futbolista senegalés. Juega como centrocampista y se encuentra sin equipo tras abandonar el Nottingham Forest F. C.

## Selección nacional
Es internacional absoluto con la selección de Senegal.

## Clubes
| Club                    | País       | Año       |
| ----------------------- | ---------- | --------- |
| F. C. Brussels          | Bélgica    | 2007-2008 |
| K. V. Cortrique         | Bélgica    | 2008-2009 |
| R. S. C. Anderlecht     | Bélgica    | 2009-2014 |
| West Ham United F. C.   | Inglaterra | 2014-2018 |
| Crystal Palace F. C.    | Inglaterra | 2018-2022 |
| Nottingham Forest F. C. | Inglaterra | 2022-2024 |

## Palmarés

### Títulos nacionales
| Título                      | Club                | País    | Año  |
| --------------------------- | ------------------- | ------- | ---- |
| Primera División de Bélgica | R. S. C. Anderlecht | Bélgica | 2010 |
| Supercopa de Bélgica        | R. S. C. Anderlecht | Bélgica | 2010 |
| Copa de Bélgica             | R. S. C. Anderlecht | Bélgica | 2011 |
| Supercopa de Bélgica        | R. S. C. Anderlecht | Bélgica | 2012 |
| Primera División de Bélgica | R. S. C. Anderlecht | Bélgica | 2012 |
| Primera División de Bélgica | R. S. C. Anderlecht | Bélgica | 2013 |
| Supercopa de Bélgica        | R. S. C. Anderlecht | Bélgica | 2013 |
| Primera División de Bélgica | R. S. C. Anderlecht | Bélgica | 2014 |

### Títulos internacionales
| Título                    | Club (*)             | Sede    | Año  |
| ------------------------- | -------------------- | ------- | ---- |
| Copa Africana de Naciones | Selección de Senegal | Camerún | 2021 |

(*) Incluyendo la selección.